# 16049 D'Amore
16049 D'Amore è un asteroide della fascia principale. Scoperto nel 1999, presenta un'orbita caratterizzata da un semiasse maggiore pari a 2,9037562 au e da un'eccentricità di 0,0322463, inclinata di 2,98381° rispetto all'eclittica.